# Girolamo Baruffaldi (junior)
Pour les articles homonymes, voir Girolamo Baruffaldi et Baruffaldi.
Girolamo Baruffaldi né à Ferrare le 10 juillet 1740 et mort dans la même ville le 2 février 1817 est un bibliographe italien, neveu de Girolamo Baruffaldi.

## Biographie
Né le 10 juillet 1740, à Ferrare, Girolamo Baruffaldi y fit ses études sous les jésuites  et ayant embrassé la règle de St-Ignace, il professa la rhétorique au collège des nobles de Parme, puis à Brescia. À la suppression de la Compagnie de Jésus, Baruffaldi revint dans sa patrie, où il fut nommé vice-bibliothécaire, secrétaire perpétuel de l’académie et inspecteur des études dans le Ferrarais. Les devoirs que lui imposèrent ces différentes places remplirent le reste de sa vie. Il mourut au mois de février 1817.

## Œuvres
- Saggio della tipografia Ferrarese, Ferrare, 1777, in-8°. C’est le catalogue des ouvrages imprimés dans cette ville, de 1471 à 1500. Il y a de l’érudition et des recherches curieuses. Domenico Barbieri en a publié la critique, mais personne n’était plus convaincu que l’auteur lui-même de l’imperfection de cet essai. On en a la preuve par une note écrite de sa main, sur l’exemplaire que l’on conserve à la Casanate, dans laquelle il annonce le projet de faire réimprimer cet ouvrage, avec de nombreuses additions, sous le titre d’Annali tipografici Ferraresi. Il promettait aussi de continuer l’histoire de l’imprimerie à Ferrare, pendant le 16e siècle.
- Commentario storico della biblioteca Ferrarese, ibid., 1782, in-8°. Il en attribue la fondation au duc Borso d'Este.
- Vita di Claudio Tedeschi, ibid., 1784, in-8°.
- Notizie delle accademie letterarie Ferraresi, ibid., 1787, in-8°. Cet opuscule est rempli de recherches et d’érudition.
- Catalogo di tutte l’edizioni dell’Orlando furioso, ibid., 1787, in-8°.
- Vita di Lodov. Ariosto, ibid., 1807, in-4°. C’est la meilleure biographie qu’on ait de ce grand poète. Les exemplaires en sont rares en France.
- Continuazione delle Memorie istoriche de’ letterati Ferraresi, ibid., 1814, in-4°. On doit en outre à Baruffaldi quelques dissertations sur des objets d’antiquité, insérées dans les Opuscoli Ferraresi ; et, dans le tome 8 du même recueil, une Vie de Pellegrino Morato, écrite, suivant Tiraboschi, avec beaucoup d’exactitude. Il avait préparé une nouvelle édition de la célèbre comédie du Bojardo : Il Timone. Un des amis de Baruffaldi l’a publiée, Ferrare, 1819, in-4°.